# Dialecto arbëreshë
El arbëreshë es un dialecto del idioma albanés hablado por las minorías de origen albanés en Italia.
Ninguna instancia política, estructura administrativa o cultural representa a la comunidad arbëresh.
La lengua no está reconocida oficialmente, ni es utilizada en la administración o en las escuelas. Algunas administraciones intentan postergar su cultura, sobre todo la provincia de Cosenza. Es usado en algunas radios privadas y en un par de publicaciones.
Presenta algunas características de interés como la pronunciación, la gramática y el vocabulario de la Albania preotomana.
- Datos: Q1075302